# Elymnias ino
Elymnias ino är en fjärilsart som beskrevs av Hans Fruhstorfer 1894. Elymnias ino ingår i släktet Elymnias och familjen praktfjärilar. Inga underarter finns listade i Catalogue of Life.